# Was kommen wird
Was kommen wird (englischer Originaltitel: Things to Come) ist ein von Alexander Korda produzierter Science-Fiction-Film von Regisseur William Cameron Menzies aus dem Jahr 1936, basierend auf dem Roman The Shape of Things to Come von H. G. Wells. Erstmals in Deutschland gezeigt wurde der Film am 22. Februar 1977 im Fernsehen.

## Handlung des Films
Die Handlung spielt über einen Zeitraum von knapp 100 Jahren in der Stadt Everytown (die durch eine Kirche ähnlich der St Paul’s Cathedral als London identifizierbar ist). Sie setzt Weihnachten des Jahres 1940 ein. Die Bewohner, darunter die Familien Cabal, Passworthy und der angehende Mediziner Harding, freuen sich auf ein besinnliches Weihnachtsfest, aber es gibt dunkle Vorzeichen eines drohenden Krieges. Tatsächlich bricht der Krieg am 23. Dezember 1940 aus, die Männer werden eingezogen und Everytown wird schwer bombardiert. John Cabal fliegt zu Anfang als Jagdpilot Einsätze. Der Kampf wird hauptsächlich mit Flugzeugen und Giftgas geführt.
Mit Fortdauer des Krieges werden die Kampfmaschinen zuerst moderner, dann weniger, die Soldaten verlottern. Nach fast drei Jahrzehnten Krieg ist die Zivilisation auf beiden Seiten des Konflikts fast vollständig zerstört.
In den 1960er Jahren rafft schließlich eine Seuche die Hälfte der Bevölkerung dahin. Auch Dr. Harding ist machtlos gegen diese Krankheit, deren Opfer apathisch vor sich hindämmern, um dann plötzlich aufzustehen und wie in Trance umherzuwandern. Die Gesunden schützen sich, indem sie die Kranken erschießen. Im Jahre 1970 ist die Stadt Everytown zerstört und wird von einem Warlord, dem „Chief Boss“ beherrscht. Die Bevölkerung lebt in einem prätechnologischen/mittelalterlichen Zustand. Eines Tages, seit Jahren fliegen keine Flugzeuge mehr, kommt ein schwarz gekleideter Fremder in einem futuristischen Flugzeug in die Stadt und verkündet das Ende des Elends. Es ist der ehemalige Bewohner John Cabal, ergraut aber vital, der mit Gleichgesinnten an einer neuen Weltordnung arbeitet. Der Chief lässt ihn festsetzen, doch dem Mechaniker Gordon und Harding gelingt es, ihn auszutricksen und Cabals militant-pazifistische Friedenstruppe zu verständigen, die jede Aggression mit „Friedensgas“, einem Betäubungsmittel, erstickt.
Im Jahre 2036 ist die Stadt dank der Etablierung einer internationalen Pilotendiktatur (im Original „Wings over the World“, mit Zentrum in Basra) ein blühendes, im Wesentlichen unterirdisch errichtetes Utopia. Man schickt sich an, Menschen mit einer elektromagnetischen Kanone (Railgun) um den Mond zu schießen, was der durch einen Künstler aufgewiegelten Menge Anlass für einen Aufstand liefert. Der Abschuss kann jedoch nicht mehr verhindert werden und Ratio und Technik siegen über den Mob.

## Kritiken
Was kommen wird ist wohl einer der bedeutsamsten und prägendsten Science-Fiction-Filme überhaupt. Der Film hat einen deutlichen Hang zum Fortschrittsglauben. Während die Massen als leicht beeinflussbar und primitiv dargestellt werden, sind die naturwissenschaftlichen Protagonisten (Flugzeugkonstrukteur, Arzt, Mechaniker) als rationale Visionäre und überlegene Geister angelegt. Bemerkenswert ist vor allem, dass der Film 1936 Dinge wie einen Zweiten Weltkrieg, die Bedeutung und Natur des Luftkrieges, Fernsehen, visuelle Massenmedien und E-Learning („history pictures“) vorwegnimmt.
Einzelne Kritikerstimmen:
- „Ein mit faszinierenden visuellen Elementen, futuristischen Dekors und Effekten arbeitender Science-Fiction-Film. Nach der Vorlage und unter enger Mitwirkung von H. G. Wells entstand dieser inzwischen teils von der Realität eingeholte Klassiker, der die Zukunft der Menschheit voraussagt. Wegen des bereits zum Drehbuch komponierten Soundtracks vor allem auch musikalisch interessant. Im ersten Teil prangert der Film Militarismus und Krieg an, im zweiten propagiert er selbst naiv-optimistisch eine technokratische Herrschaft mit faschistischen Zügen als Idealzustand. Bei aller Widersprüchlichkeit fordert er Fragen zu den Themen Staat, Gesellschaft und Wissenschaftsgläubigkeit heraus.“ - „Lexikon des internationalen Films“ (CD-ROM-Ausgabe), Systhema, München 1997

- "Die Glorifizierung dieses technokratischen Staats- und Herrschaftssystems weist in gefährlicher Weise faschistische Elemente auf. Genauso wenig verschwendet der Film Gedanken an die Konsequenzen seiner ideal vorgestellten Freizeitgesellschaft, in der das Leben des Menschen verlängert wird und Künstler eine Art Hofnarren darstellen, die ansonsten nur das Volk aufwiegeln gegen befohlenen und zwiespältigen Fortschritt um seiner selbst willen." - Filmdienst, zitiert nach Hahn/Jansen, Lexikon des Science-Fiction-Films, S. 497f.

## DVD-Veröffentlichung
2011 erschien in Deutschland eine „Doppel DVD Extended Deluxe Edition“ unter dem Titel H.G. Wells - Hundred Years To Come. Diese Edition enthält auf der ersten DVD die allgemein bekannte, gekürzte Filmfassung von ca. 93 Min. (auf DVD ca. 89 Min.) in originalem Schwarz-Weiß sowie in einer nachkolorierten Fassung, jeweils auf Englisch und in der deutschen Synchronisation. Auf der zweiten DVD befindet sich eine längere Version (ca. 114 Min auf DVD), bei der die deutsche Schwarz-Weiß-Fassung mit Hilfe von eingeblendeten Texttafeln um Dialoge und Handlungsstränge des Drehbuches ergänzt wurde. Diese Version soll die Handlung der verschollenen, längeren Originalfassung nahezu rekonstruieren. Des Weiteren enthält die Edition eine filmische Kurzbiographie von H.G. Wells.

## Soundtrack
- Arthur Bliss: Things to Come. Reconstructed Concert Music From the Film. Auf: The Film Music of Sir Arthur Bliss. Chandos, Colchester 2001, Tonträger-Nr. CHAN 9896 – digitale Neueinspielung der Filmmusik als Konzertfassung durch das BBC Philharmonic unter der Leitung von Rumon Gamba
- Arthur Bliss: Things to Come. Suite. Auf: Things to Come. Original Film Music Themes 1935 - 1947. Naxos/HNH, (München) 2002, Tonträger-Nr. 8.120597 – digital restaurierte Originalaufnahme von Auszügen aus der Filmmusik, eingespielt 1935/36 durch das London Symphony Orchestra unter der Leitung von Arthur Bliss und Muir Mathieson
- Arthur Bliss: Things to Come. Suite. Auf: Bernard Herrmann Conducts Great British Film Music. London/Decca, London 1996, Tonträger-Nr. 448 954-2 – Neueinspielung von Auszügen der Filmmusik durch das National Philharmonic unter der Leitung von Bernard Herrmann